# Піонер Орів
Піонер Орів - історична нафтова свердловина поблизу м. Борислав, Західна Україна. 
Пробурена ударним способом у 1930-х роках. Застосовано механічне буріння штангами, назване канадським способом буріння. По суті це був початок впровадження в Україні канадського (польсько-канадського) способу глибокого буріння свердловин - на той час під керівництвом інженера Вільяма Мак Гарві. 
"Піонер Орів" - найглибша тогочасна свердловина Європи глибиною 2274 м. 